# Freddy Qvick
Freddy Qvick (Oostende, 6 november 1940 – Geel, 26 juni 2021) was een Belgisch voetbalcoach en voetballer.

## Carrière
Qvick droeg als speler het shirt van AS Oostende. Hij debuteerde er in het seizoen 1956/57 in het eerste elftal en speelde er tot 1970. Qvick degradeerde in 1958 met de club naar Derde klasse. Drie jaar later werd hij met de club kampioen in Derde klasse A. In 1969 werd de club kampioen in Tweede klasse, waarna hij in het seizoen 1969/70 met de club aantrad in Eerste klasse. Later werd hij trainer bij KSC Menen, VG Oostende, AS Oostende, KSK Roeselare en KAA Gent. 
In 1974 richtte hij de Bal-Bal-school om kinderen te leren voetballen zonder dat ze al in een ploeg speelden. Qvick werkte ook als lesgever lichamelijke opvoeding en bij het Zeepreventorium van De Haan.
Qvick overleed in juni 2021 op 80-jarige leeftijd.

## Publicaties
- Bal-bal ... voetbal! (1990)